# Finja distrikt
Finja distrikt är ett distrikt i Hässleholms kommun och Skåne län. 
Distriktet ligger väster om Hässleholm. 

## Tidigare administrativ tillhörighet
Distriktet inrättades 2016 och utgörs av socknen Finja i Hässleholms kommun.
Området motsvarar den omfattning Finja församling hade vid årsskiftet 1999/2000.